# Silvan Bolliger
Silvan Bolliger (* 2. März 1992) ist ein Schweizer Unihockeyspieler. Er steht beim Nationalliga-A-Vertreter Floorball Köniz unter Vertrag.

## Karriere

### UHC Uster
Bolliger begann seine Karriere beim UHC Pfannenstiel Egg-Maur-Oetwil am See. Bevor er später zum UHC Uster in den Nachwuchs wechselte. 2009 debütierte er für Uster in der Nationalliga B. Den Rest der Saison absolvierte er in der U21-Mannschaft von Uster. 2011 wurde er schlussendlich definitiv in das Kader der ersten Mannschaft integriert. Bolliger entwickelte sich in kurzer Zeit zum Stammspieler und Torgarant.

### Floorball Köniz
Nach sechs Jahren in Uster wechselte Bolliger auf die Saison 2017/18 hin zu Floorball Köniz. Mit Floorball Köniz gewann er in seiner ersten Saison die Schweizer Meisterschaft mit einem 5:2-Sieg über den SV Wiler-Ersigen im Superfinal. Am 26. April 2018 gab Floorball Köniz die Vertragsverlängerung mit Bolliger bekannt.

### Sensopro
Seit Sommer 2018 arbeitet Silvan Bolliger beim Schweizer Unternehmen Sensopro.